# Raión de Sribne
Sribne (en ucraniano: Срібнянський район) fue un raión o distrito de Ucrania en el óblast de Chernígov. En la reforma territorial de 2020, su territorio fue incluido en el raión de Pryluky.
Comprendía una superficie de 579 km².
La capital era el asentamiento de tipo urbano de Sribne.

## Demografía
Según estimación 2010 contaba con una población total de 14534 habitantes.

## Otros datos
El código KOATUU es 7425100000. El código postal 17300 y el prefijo telefónico +380 4639.